# Analysis situs
«Analysis situs» — цикл статей Анри Пуанкаре, положивший начало систематическому изучению топологии.
Первая из статей опубликована в 1895 году, следующие пять вышли между 1899 и 1904 годами в качестве дополнений к первой . Термин «analysis situs» (с лат. — «анализ положения») для обозначения проблематики алгебраизации геометрии (противопоставляемой аналитической геометрии Декарта) впервые использовал Лейбниц, но открытие самостоятельного направления в математике связано именно с циклом работ Пуанкаре.
В статьях впервые использованы алгебраические структуры для доказательства негомеоморфности топологических пространств, таким образом, эти труды открыли алгебраическую топологию как самостоятельный раздел математики. Среди введённых в статьях понятий, ставших ключевыми в топологии — фундаментальная группа и симплициальные гомологии, числа Бетти и основанный на их свойствах ранний вариант двойственности Пуанкаре, эйлерова характеристика для комплексов. В цикле сформулирован ряд важных проблем, повлиявших на развитие направления, в том числе знаменитая гипотеза Пуанкаре (доказанная в XXI веке).